# Rhyacophila netongpa
Rhyacophila netongpa är en nattsländeart som beskrevs av Schmid 1970. Rhyacophila netongpa ingår i släktet Rhyacophila och familjen rovnattsländor. Inga underarter finns listade i Catalogue of Life.